# Вэйши
Вэйши́ (кит. упр. 尉氏, пиньинь Wèishìn) — уезд городского округа Кайфын провинции Хэнань (КНР). Название уезда означает «клан Вэй».

## История
В древности, когда эти места входили в состав царства Чжэн, то они были отданы в кормление сановнику из рода Вэй. Когда царство Цинь, захватив все прочие царства, создала первое в истории Китая централизованное государство, то здесь был образован уезд Вэйши.
В 1949 году был создан Специальный район Чэньлю (陈留专区), и уезд вошёл в его состав. В 1952 году Специальный район Чэньлю был присоединён к Специальному району Чжэнчжоу (郑州专区). В 1955 году власти Специального района Чжэнчжоу переехали в Кайфын, и он был переименован в Специальный район Кайфын (开封专区). В 1958 году к уезду Вэйши был присоединён уезд Тунсюй, но в 1962 году он был воссоздан. В 1970 году Специальный район Кайфын был переименован в Округ Кайфын (开封地区). В 1983 году Округ Кайфын был расформирован, и уезд перешёл в подчинение властям Кайфына.

## Административное деление
Уезд делится на 8 посёлков и 9 волостей.